# Houlle
Houlle è un comune francese di 964 abitanti situato nel dipartimento del Passo di Calais nella regione dell'Alta Francia. Houlle è anche il nome di un piccolo fiume vicino al villaggio.

## Società

### Evoluzione demografica
Abitanti censiti